# Rocco Scotellaro
Rocco Scotellaro (Tricarico, 19 aprile 1923 – Portici, 15 dicembre 1953) è stato uno scrittore, poeta e politico italiano.

## Biografia
Di umile famiglia (il padre Vincenzo era calzolaio e la madre Francesca Armento sarta e casalinga, ma in grado di leggere e scrivere tanto da servire da scrivano del paese), dopo i primi studi, all'età di dodici anni, si trasferisce con la famiglia a Sicignano degli Alburni per iscriversi al collegio. In seguito si sposta a Cava de' Tirreni, Matera, Roma, Potenza, Trento (ospite della sorella Serafina, trasferitasi lì con il marito, sottufficiale dell'esercito)  dove porta a compimento il percorso di studi classici presso il Liceo "Prati" nel 1941. Nel 1942 frequenta la facoltà di giurisprudenza a Roma, non riuscendo però a conseguirne la laurea. Gli viene assegnato un posto di istitutore presso Tivoli ma, conseguentemente alla guerra e alla morte del padre, avvenuta lo stesso anno, decide di tornare nel suo paese natale.
Ben conoscendo il dramma dei contadini meridionali e avendo fatto sue le indicazioni e i consigli del padre, pur continuando gli studi (prima a Napoli, poi a Bari) inizia un'intensa attività sindacale che sfocia nell'iscrizione al Comitato di Liberazione Nazionale, al Partito Socialista Italiano e nella fondazione della sezione tricaricese del suddetto partito. Nel 1946, all'età di ventitré anni, viene eletto sindaco di Tricarico e nello stesso anno incontra per la prima volta Manlio Rossi-Doria e Carlo Levi, che Rocco indicherà come suo mentore.
Nel 1950 è accusato di concussione, truffa e associazione a delinquere dai suoi avversari politici e per questo costretto al carcere per 45 giorni circa (nella cella n.7 del vecchio carcere di Matera, oggi a lui intitolata). Quando la cospirazione politica che aveva avanzato l'accusa diventa chiara Scotellaro viene assolto con formula piena per non aver commesso il fatto. A causa di questa vicenda, unita alla delusione scaturita dalla non elezione a livello provinciale, abbandona l'attività politica per dedicarsi maggiormente a quella letteraria, senza trascurare il suo impegno per i diritti del popolo meridionale.
Uscito dal carcere, si reca a Venezia per il convegno su "La Resistenza e la cultura in Italia", dove incontra Amelia Rosselli, figlia di Carlo Rosselli che ammira molto. Una relazione intensa nasce tra i due poeti, che durerà fino alla morte di Scotellaro. Nello stesso anno accetta la proposta di Manlio Rossi-Doria per un incarico all'Osservatorio Agrario di Portici, dove compie ricerche e studi sociologici, oltre ad un'inchiesta sulla cultura e sulle condizioni di vita delle popolazioni del sud per conto della casa editrice Einaudi. Tale inchiesta fu interrotta dalla sua morte improvvisa, il 15 dicembre 1953; stroncato da un infarto, a soli 30 anni.

## L'attività politica

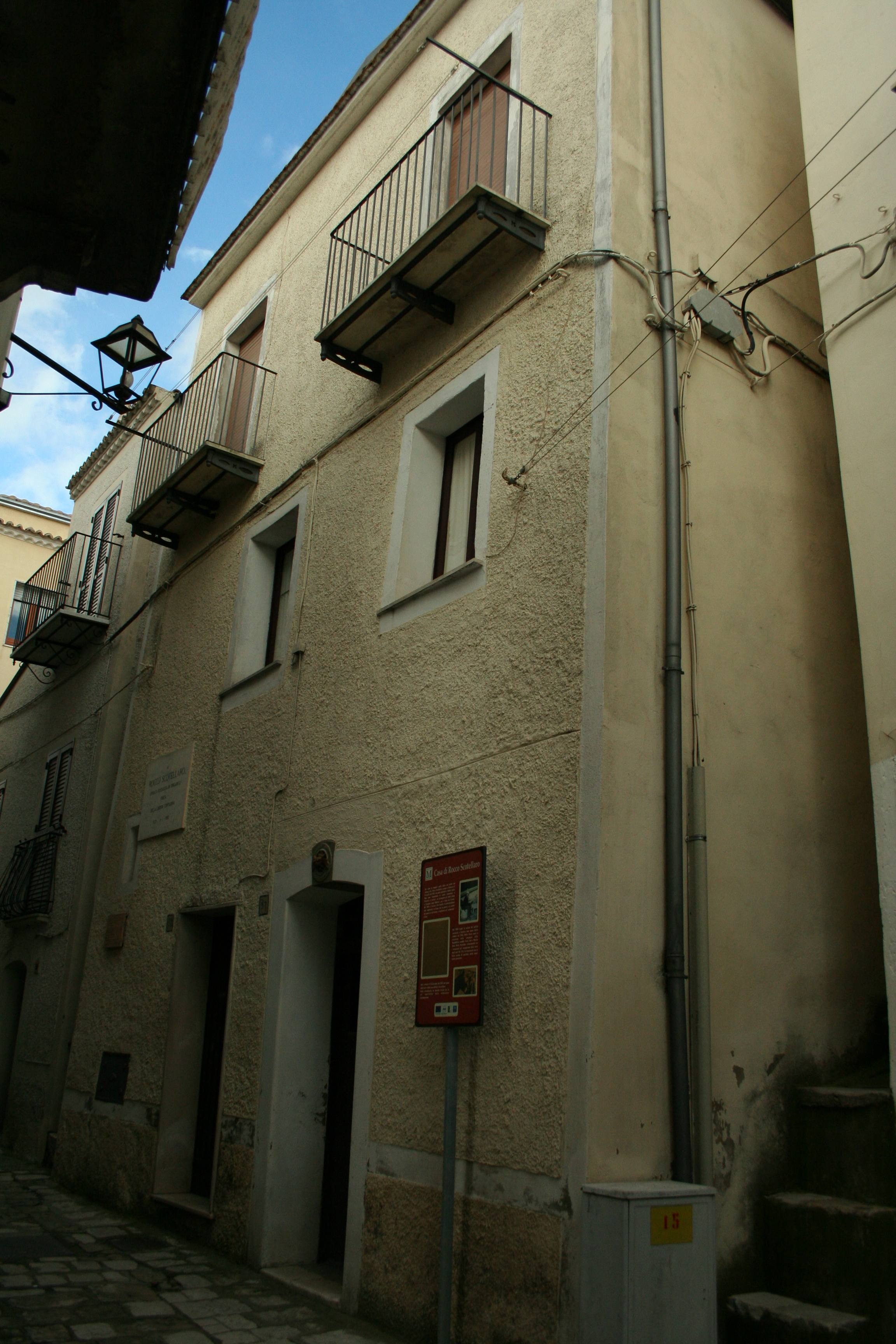
Casa di Rocco Scotellaro

Nel dopoguerra Rocco Scotellaro vide nel Partito Socialista Italiano il mezzo ideale per il miglioramento delle condizioni economiche e sociali dei contadini, di cui i governi si erano sempre poco occupati.
Avendo vissuto l'infanzia e lunghi anni dell'età adulta in un centro rurale, era ben conscio della situazione disumana in cui sopravviveva la civiltà contadina: le carenze alimentari e igienico-sanitarie, un caporalato spietato e intransigente, l'estrema e costante povertà.
Sin dall'inizio della sua attività politica si dedicò quasi esclusivamente allo sradicamento di queste fonti di malessere secolare.
Nel dopoguerra partecipò attivamente all'occupazione delle terre incolte di proprietà dei latifondisti e fu tra i maggiori promotori della Riforma Agraria del Sud e in modo particolare della Basilicata.
Sua caratteristica principale in ambito politico è la volontà di coinvolgere la popolazione per la soluzione dei problemi, come dimostra la fondazione dell'Ospedale Civile di Tricarico, nel 1947, realizzato con il contributo economico e umano dei cittadini.
L'arresto scatenò in lui una delusione tanto amara da indurlo ad abbandonare gli incarichi istituzionali, senza però farlo mai disamorare della sua gente.

## L'attività letteraria
Tutte le opere di Scotellaro sono strettamente collegate alla società contadina a cui orgogliosamente rivendica di appartenere.
Inizia a pubblicare sulla rivista Botteghe Oscure, dove tra il 1948 e il 1953 escono poesie e racconti.
Gran parte degli scritti e delle composizioni di Scotellaro furono pubblicate postume, anche grazie all'impegno e all'interessamento di Carlo Levi e Manlio Rossi-Doria, e valsero all'autore lucano diversi premi e riconoscimenti, tra cui il Premio Viareggio e il Premio San Pellegrino, entrambi nel 1954.
L'ambito letterario in cui Scotellaro si dimostrò più prolifico fu la poesia (con oltre un centinaio di composizioni), ma fu autore anche di un romanzo (L'uva puttanella), un'inchiesta (Contadini del sud), un'opera teatrale (Giovani soli) e diversi racconti, raccolti nell'opera “Uno si distrae al bivio”.

## La poesia

### Le composizioni giovanili
Già durante l'adolescenza scrive le prime poesie, come dimostra la poesia “Lucania”, scritta nel 1940:
M'accompagna lo zirlio dei grilli
e il suono del campano al collo
d'un'inquieta capretta.
Il vento mi fascia
di sottilissimi nastri d'argento
e là, nell'ombra delle nubi sperduto,
giace in frantumi un paesetto lucano.
Questi versi, così come tutti quelli del periodo (“I versi e la tagliola” , “Nel trigesimo di mio padre”), sono caratterizzati da un'ambientazione pastorale serena, descritta tramite elementi sia realistici che fantastici, creando un'armonia di immagini e visioni che esaltano la vita bucolica.

### Il cambiamento stilistico e le nuove speranze
Le asperità della vita, però, portano il giovane autore a una visione più concreta della realtà che lo circonda: prima la nostalgia del paese, poi la guerra fanno sì che i versi diventino più severi e critici, scaturendo la completa perdita di ingenuità e leggerezza nelle composizioni.
Nascono così versi come “Passaggio alla città” e “La fiera”.
Al periodo di sconforto e di negatività segue l'enfasi del riscatto politico e sociale della civiltà contadina, da cui prendono spunto per poi trasformarsi in versi d'incitamento le composizioni dal 1945 al 1947, in cui protagonisti sono i “cafoni”, pronti a rivendicare i propri diritti. La lirica diventa incalzante, sferzante, per certi aspetti epica, a celebrare l'ingresso nella civiltà del mondo meridionale.
Di questi anni sono “L'amica di città”, “È fatto giorno”, “Sempre nuova è l'alba”, “Le nenie”.
In particolare, è significativa Sempre nuova è l'alba, definita da Carlo Levi, nella prefazione del 1954 a "È fatto giorno", "Marsigliese del movimento contadino":
Non gridatemi più dentro,
non soffiatemi in cuore
i vostri fiati caldi, contadini.
Beviamoci insieme una tazza colma di vino!
che all'ilare tempo della sera
s'acquieti il nostro vento disperato.
Spuntano ai pali ancora
le teste dei briganti, e la caverna -
l'oasi verde della triste speranza -
lindo conserva un guanciale di pietra...
Ma nei sentieri non si torna indietro.
Altre ali fuggiranno
dalle paglie della cova,
perché lungo il perire dei tempi
l'alba è nuova, è nuova.

### Lo svilimento
La fase rivoluzionaria, però, ben presto lascia il posto ad un momento di sconforto dato dai risultati elettorali del 1948. Il linguaggio poetico diventa meno spontaneo, ma più cupo e volutamente ripetitivo, da cui emerge un senso di rassegnazione e smarrimento.
Sotto questa luce nascono “Pozzanghera nera il 18 aprile”, “Noi non ci bagneremo”, “Noi che facciamo?”, “Ho capito fin troppo”. Questa fase non comporta la perdita di spinta propulsiva bensì fa in modo che il sindaco poeta trasporti tutto il suo impegno a favore dei contadini nell'attività letteraria abbandonando quella politica, come se egli si fosse reso conto che un impegno letterario potesse essere più duraturo nel tempo. D'altronde il tempo gli ha dato ragione, visti i riconoscimenti post-mortem che gli sono pervenuti e l'importanza che la questione meridionale ha assunto anche grazie alle sue testimonianze.

### Oltre la civiltà contadina
Ampio spazio nella sua poetica è riservato alla figura dei genitori, in modo particolare al padre, verso cui nutriva sentimenti di affetto e profondo rispetto e la cui improvvisa scomparsa fu fonte di incommensurabile dolore e pentimento, come dimostrano alcune poesie a lui dedicate: “Mio padre”, “Al padre” e “La benedizione del padre”.
La figura materna è vista in maniera ambivalente. In diversi componimenti guarda a lei con occhio comprensivo e compassionevole per la vita che è costretta a vivere, le parole per lei sono colme di amore ed al contempo in grado di esaltarne le virtù e di evidenziarne i limiti dati dalla sua condizione sociale (“Tu sola sei vera”, "Casa"). In altre poesie il tono si fa aspro, il rapporto conflittuale ("A una madre", "Il grano del sepolcro").
Altri componimenti di notevole interesse letterario e sociologico sono “Ti rubarono a noi come una spiga”, “La luna piena” e “Giovani come te”, tramite cui Scotellaro fornisce una moltitudine di interessanti spunti per un'analisi accurata del modo di vivere e di concepire il mondo non solo della civiltà contadina, ma anche dei giovani come lui che vi crescevano a stretto contatto.

Col passare degli anni la sua poesia si fa più angosciosa e sofferta. Emblematica, quasi un presagio, è la poesia “Le tombe le case” nella quale le parole del titolo si ripetono in maniera ossessiva.

### Commento critico
Una delle sue poesie più conosciute è:
La mia bella Patria
Io sono un filo d'erba
un filo d'erba che trema
E la mia Patria è dove l'erba trema.
Un alito può trapiantare
il mio seme lontano.'

## La prosa
Parallelamente alla poesia, Scotellaro sviluppa passione per la prosa, così, dopo i primi versi, scrive alcuni racconti (1942-1943), in cui si prefigurano l'ambientazione e i protagonisti di tutta la sua opera letteraria futura.
Gli scritti in prosa, se confrontati alle composizioni poetiche, sono in numero minore, di natura eterogenea e concepiti in periodi di vita molto particolari per l'autore, quindi, in essi non possiamo riscontrare grandi cambiamenti stilistici e tanto meno un processo di maturazione compositiva e culturale dell'autore. Tramite questi, invece, è possibile un'analisi piuttosto profonda dei sentimenti e delle convinzioni che animarono lo scrittore negli ultimi anni di vita.

### L'uva puttanella
Si tratta di un romanzo autobiografico probabilmente iniziato attorno al 1950 e rimasto incompiuto a causa dell'improvvisa morte di Scotellaro.
I primi capitoli di quest'opera presentano l'autore, dalla sua infanzia fino alle vicende che lo portarono in carcere e alle dimissioni da sindaco, per poi svilupparsi, facendo emergere intenti ben più ambiziosi di un semplice racconto di eventi personali.
Infatti, nonostante la narrazione sia frammentaria e disomogenea, appare chiaro che gli eventi negativi vissuti sono spunti per una riflessione ampia e profonda sul contesto storico in cui Scotellaro vive, concentrandosi in modo particolare su quel sottoproletariato rurale (paragonato agli acini maturi, ma piccoli, di uva puttanella) di cui ben conosce angosce e tribolazioni, riuscendo ad unire a questi sentimenti la ricerca di soluzioni e risposte adeguate.

### Contadini del Sud
È un'indagine sociologica iniziata nel 1950 e rimasta anch'essa incompiuta.
È costituita dalla narrazione di storie individuali, fatte dagli stessi protagonisti, molto differenti tra loro: Cosimo Montefusco, bufalaro della piana del Sele, le cui ambizioni non si spingono oltre lo scavar fossi e zappare il proprio terreno; Andrea Di Grazia, coltivatore diretto e democristiano; Francesco Chironna, mezzadro, potatore e innestatore, che si ritiene politicamente indipendente; Michele Mulieri, contadino ed artigiano, anarchico; Antonio Mangiamele, suo intimo amico; Antonio Laurenzana piccolo affittuario di Tricarico.
Attraverso le loro testimonianze e alcuni scritti lasciatigli dalla madre, l'autore riesce a dipingere il variegato quadro della civiltà contadina, fatto certamente di dolore e sconforto, ma anche carico di voglia di riscatto dato anche da un certo “risveglio politico”.

### Uno si distrae al bivio
È la raccolta dei primi racconti di Scotellaro e il titolo di quest'opera è preso dal primo di essi, ovvero quello ritenuto il più vecchio dell'antologia.
Questo piccolo volume nacque grazie a Carlo Levi, che si occupò personalmente del recupero e del riordino di questi scritti, a cui pose una sua prefazione, da cui emerge l'affetto e l'ammirazione per il sindaco-poeta lucano:
Una delle caratteristiche di quest'opera è data dall'originalità del linguaggio, in grado di unire termini e strutture linguistiche dialettali ad un italiano quasi aulico e celebrativo, tramite cui si rafforza la pienezza espressiva.
Questi racconti potrebbero essere intesi come il punto di partenza dell'opera scotellariana: non ancora stilisticamente maturi e piuttosto limitati nell'ambito dei contenuti, ma già capaci di delineare i valori e gli ideali caratterizzanti l'opera politica e letteraria dell'età matura.
Tramite essi si assiste al passaggio dall'adolescenza, con la confusione e l'indeterminazione a cui essa si lega, alla persona compiuta, capace di scindere volontà e dovere, in grado di affrontare con coraggio i bivi a cui la vita conduce, nonostante la consapevolezza che la strada da intraprendere è difficile e dolorosa.

### Giovani soli
Opera teatrale in due atti, concepiti durante la permanenza a Trento, fu pubblicata per la prima volta nel 1984, grazie a una parente di Scotellaro, Rosaria Toneatto, che si occupò della sua conservazione.
Sentirsi soli è come essere faccia a faccia con la morte: da questa frase dell'autore potremmo estrapolare il leitmotiv di questo dramma, sul cui sfondo si stampa la crisi nazionale degli anni '42-'43, che alimentano i dubbi e gli interrogativi personali di Scotellaro.
È dunque necessario, per fronteggiare adeguatamente il periodo negativo, fare i conti con la realtà, comprendere di essere parte attiva e integrante di essa, abbandonando qualunque tipo di alienazione.
Quest'opera, oltre ad aggiungere qualcosa alla sua biografia, può contribuire a far conoscere uno Scotellaro più vero e pieno di interessi.

## Opere
- È fatto giorno. 1940-1953, Milano, Mondadori, 1954, Premio Viareggio Narrativa[8] 1982.
- Contadini del Sud, Bari, Laterza, 1954.
- L'uva puttanella, Bari, Laterza, 1955.
- Uno si distrae al bivio, Roma-Matera, Basilicata, 1974.
- Margherite e rosolacci, Milano, Mondadori, 1978.
- Giovani soli, Matera, Basilicata, 1984.
- Lettere a Tommaso Pedio, Venosa, Osanna, 1986.
- Scuole di Basilicata, Napoli, RCE, 1999.
- Tutte le poesie (1940-1953), Milano, Oscar Mondadori, 2004 - ISBN 88-04-53234-3
- Il prezzo della libertà. Lettere da Portici, a cura di Pasquale Doria, Edizioni Giannatelli, Matera, 2015
- Poesie, Napoli, RCE, 2016.
- Tutte le opere, a cura di Franco Vitelli, Giulia Dell'Aquila, Sebastiano Martelli, Milano, Mondadori, 2019

## Riconoscimenti
Gli è stata intitolata una scuola superiore a San Giorgio a Cremano. Gli è stata dedicata una via e un giardino nel quartiere Rebaudengo della città di Torino
Gli è stata dedicata una via nel quartiere Pianura di Napoli, una piazza e un giardino nelle citta di Grugliasco e Collegno. Inoltre gli è stato dedicato un "percorso letterario", allestito a Tricarico dalla locale Pro Loco con una selezione di sue poesie riportate su pannelli lignei, collocati lungo le strade e i vicoli del centro storico, che consentono al visitatore di leggere i componimenti nei luoghi che hanno ispirato l'autore. Il percorso mette in luce i molteplici aspetti della poesia scotellariana, da quello sociopolitico a quello sentimentale.

## Nella cultura popolare
- Alla sua morte Amelia Rosselli compone l'accorata Cantilena (poesie per Rocco Scotellaro) (1953)[9]
- Il regista Luchino Visconti gli rese omaggio nel film Rocco e i suoi fratelli (1960), essendo il nome del protagonista ispirato a quello del poeta.[10]
- Nel 1976 il gruppo musicale italiano Quarto Stato pubblica nell'omonimo album la canzone Cantata per Rocco Scotellaro, dedicata al poeta[11].
- Nel 1979 fu interpretato da Bruno Cirino in Rocco Scotellaro, diretto da Maurizio Scaparro.
- Nel 2019 Gigi Proietti interpretò la sua lirica È fatto giorno durante la cerimonia di inaugurazione di Matera capitale europea della cultura.[12]

### Teatro
- Ulderico Pesce, Contadini del Sud (2001)
- Antonello Nave, Io sono uno degli altri. Omaggio a Rocco Scotellaro (2014)
- Francesco Siggillino, I fuochi di San Pancrazio (2018)
- Elementi Dinamici con Giuseppe Battarino, Echi. Letture in altre voci (lettura scenica, Tricarico, 21 agosto 2018)